# Claviceps
Claviceps Tul. (buławinka) – rodzaj grzybów z klasy Sordariomycetes.

## Charakterystyka
Należące do niego gatunki są przeważnie kosmopolityczne, żyjące na roślinach z rodziny wiechlinowatych (Poaceae), rzadko na ciborowatych (Cyperaceae). Wytwarzają sklerocja. Anamorfy należą do rodzaju Sphacelia i są mało zróżnicowane morfologicznie.
Sklerocja wytwarzają wiele mykotoksyn będących przyczyną wielu zatruć zwierząt mykotoksykoz na kontynencie australijskim i w Nowej Zelandii.

## Systematyka i nazewnictwo
Pozycja w klasyfikacji według Index Fungorum: Clavicipitaceae, Hypocreales, Hypocreomycetidae, Sordariomycetes, Pezizomycotina, Ascomycota, Fungi.
Synonimy nazwy naukowej: Balansiella Henn.,
Kentrosporium Wallr.,
Mothesia Oddo & Tonolo,
Spermoedia Fr.
Gatunki występujące w Polsce:
- Claviceps nigricans Tul. 1853
- Claviceps purpurea (Fr.) Tul. 1853 – buławinka czerwona
- Claviceps sesleriae Stäger 1906
- Claviceps setulosa (Quél.) Sacc. 1883[5]

Nazwy polskie według Mułenko i in.